# Veuve Clicquot Ponsardin
Het champagnehuis Veuve Clicquot Ponsardin werd opgericht op 20 september 1772 door Philippe Clicquot Muiron en is gevestigd in het Franse Reims. Het bezoekerscentrum ligt op de heuvel Saint-Nicaise aan de 1 Rue Albert Thomas en de hoofdzetel is gelegen aan de 12 Rue du Temple. Het produceert de bekende champagne Veuve Clicquot. Het bedrijf is gericht op het gebruik van de pinot noir.
Sinds 2015 zijn de kelders van het huis een onderdeel van het UNESCO-werelderfgoed “Heuvels, huizen en kelders van de Champagne”.

## Naamgeving
- van 1772 tot 1806: Clicquot‑Muiron et Fils met zegel “C.M. & F.”[4]
- van 1806 tot februari 1810: Vve Clicquot-Ponsardin, Fourneaux et Cie[5]
- van februari 1810 tot augustus 1866: Vve Clicquot-Ponsardin
- van augustus 1866[6] tot 1964: Werlé et Cie, opvolger van Veuve Clicquot-Ponsardin
- van 1964 tot heden: Veuve Clicquot-Ponsardin, ook als Veuve Clicquot Ponsardin geschreven[5]

## Logo
Het logo is een samensmelting van symboliek, typografie en een krachtige kleurtraditie, die de rijke geschiedenis van het champagnehuis weerspiegelt. Aan de basis ligt het anker‑embleem, dat al sinds 1798 op de flessen en de kurken werd gebruikt. Het anker is een eeuwenoud christelijk symbool van hoop en nodigt uit tot vastberadenheid en trouw aan de roots. 

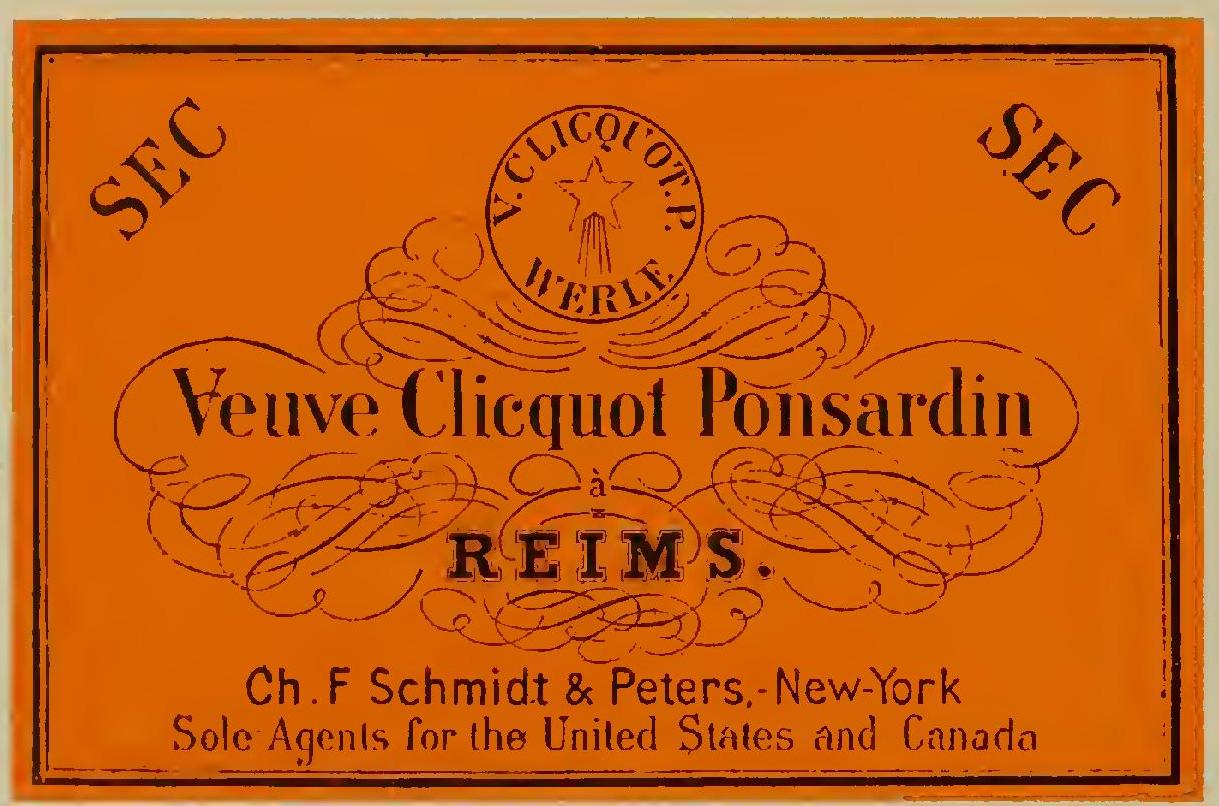
Het kenmerkende oranje-gele etiket met de vermelding Werlé

Vanaf 1810 werd het anker gecombineerd met de initialen “VCP” voor Veuve Clicquot Ponsardin, en het allereerste verfijnde etiket verscheen in 1814, met sierlijke ornamentiek in opdracht van Louis Bohne.
Een cruciale stap volgde in 1895, toen het anker‑logo en de “VCP”-initialen mechanisch werden aangebracht op kurken omhuld met fijn gemetalliseerd gaas. Kort daarna, in 1899–1903, werden hieraan gekleurde papieren halsbandjes toegevoegd (wit of geel, afhankelijk van de cuvée) en kreeg het logo zijn definitieve vorm.
De kenmerkende oranje-gele kleur van het etiket – nu herkenbaar als "Veuve Clicquot‑geel" (Pantone 137) – werd op 12 februari 1877 als handelsmerk geregistreerd. Het werd geïntroduceerd voor de dry-varianten die bestemd waren voor de Britse markt, en in 1897 uitgebreid naar de brut‑lijn. Sindsdien is deze levendige goudgele tint, die neigt naar oranje, een merkteken geworden voor kwaliteit en onderscheidendheid.
Typografisch bestaat het logo uit twee lettertypes: het merk “Veuve Clicquot Ponsardin” is gezet in een klassieke Antiqua met fijne, rechte empatten en een mix van brede en dunne lijnen, terwijl termen zoals “Champagne” een eleganter grotesk font gebruiken. De combinatie van strak zwart letterwerk op een heldere achtergrond onderstreept de gele tint.

## Geschiedenis

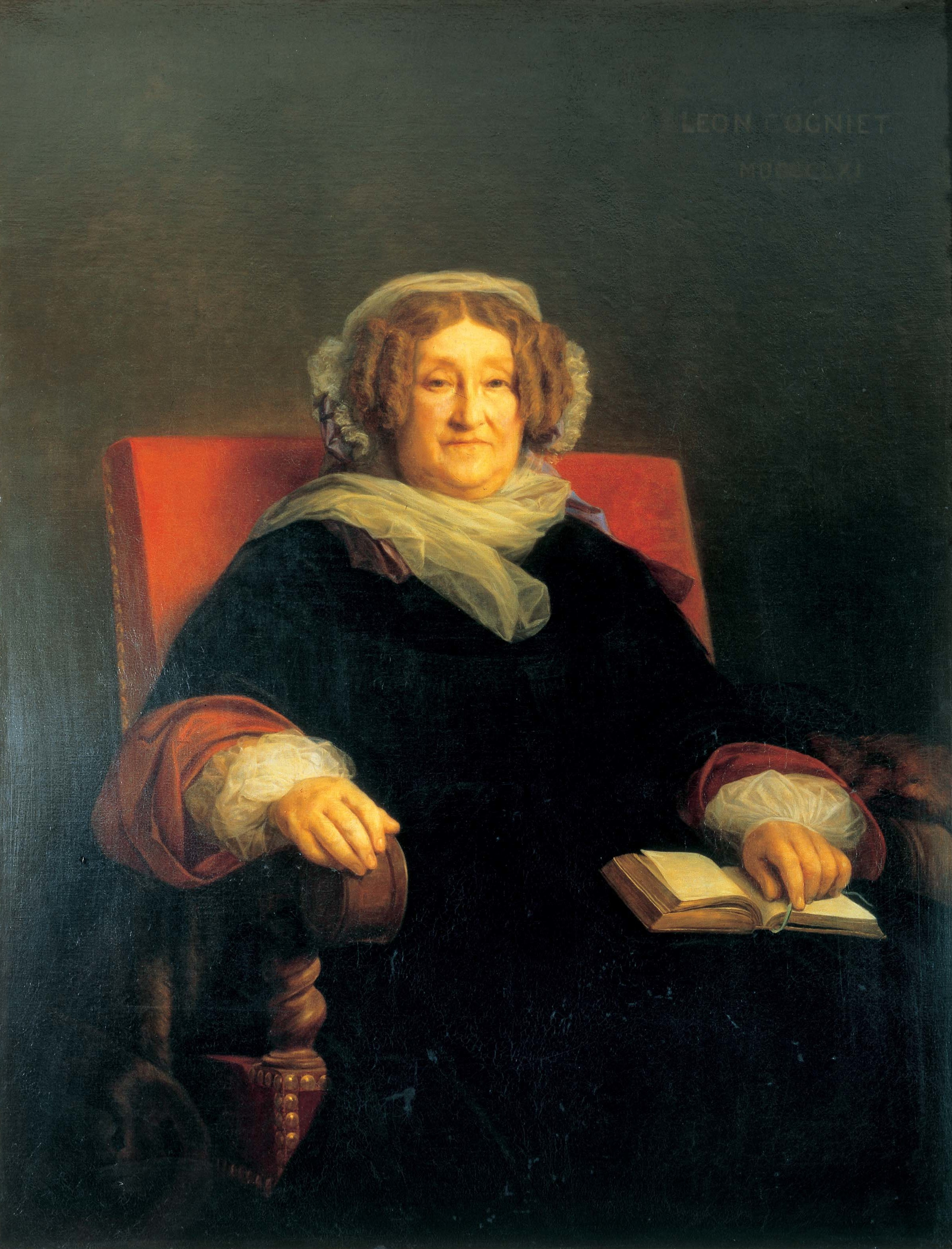
Portret van Madame Clicquot Ponsardin, de naamgeefster van het huis, door Léon Cogniet

### 18de eeuw
Maison Veuve Clicquot Ponsardin werd op 20 september 1772 opgericht door Philippe Clicquot Muiron, zoon van een brouwers- en textielhandelaar uit Reims. Philippe Clicquot had als bruidsschat  van zijn vrouw 8 hectare wijngaarden in de buurt van Bouzy en Verzenay gekregen. Hij maakte wijn en verkocht deze, zoals champagne later ook verkocht werd, in het buitenland en aan vrienden.
In 1775 kreeg het domein toestemming om rosé-champagne te produceren, en in de jaren die volgden breidde het zijn export uit; eerst naar het Verenigd Koninkrijk en later naar Rusland. In 1776 gingen acht flessen naar Gent en tegen 1823 was België een vaste markt geworden.
In 1798 trouwde Philippe’s zoon François met Barbe‑Nicole Ponsardin. Na zijn dood in oktober 1805, nam zij, op 27-jarige leeftijd, de leiding van het bedrijf over in een tijd dat vrouwen weinig wettelijke rechten hadden. Ze associeerde zich met wijnmaker Alexandre Fourneaux om haar zakelijke rol te waarborgen.
Het huis dankt zijn naam aan Barbe-Nicole Clicquot-Ponsardin (1777–1866), een goede zakenvrouw die na de dood van haar man jarenlang leiding gaf aan het bedrijf. De weduwe (veuve) liet haar champagnehuis en een groot deel van de wijngaarden na aan haar compagnon Mathieu Édouard Werlé (1801–1884). Hij en zijn familie leidden het bedrijf totdat het overgenomen werd in 1987 door LVMH (Louis Vuitton Moët Hennessy).

### 19de eeuw

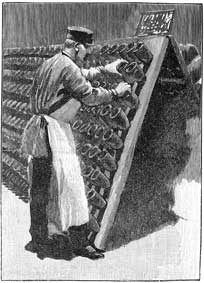
Pupitre met remueur

Onder haar leiding transformeerde het bedrijf. In 1810 kwam de eerste vintage-champagne op de markt; in 1816 introduceerde ze de revolutionaire pupitre om gistbezinksel te verwijderen; en in 1818 ontwikkelde ze de allereerste rosé d’assemblage door rode en witte wijnen te mengen. Deze innovaties, nog steeds cruciaal in de methode champenoise, leverden haar de bijnaam “La Grande Dame de Champagne” op.
Tijdens de Napoleontische oorlogen breidde ze de internationale handel verder uit – onder meer via slimme omzeiling van blokkades door champagnes te verpakken in koffiebarrels of schepen om te leiden naar Rusland, wat de reputatie van Veuve Clicquot als hofleverancier bekrachtigde.
Na haar gedeeltelijke terugtrekking in de jaren 1850 werd de zaak overgedragen aan Edouard Werlé, die na haar overlijden in 1866 de leiding in handen kreeg, waarna zijn familie Maison Veuve Clicquot tot 1987 leidde. Haar dochter Clémentine, inmiddels hertogin van Uzès, erfde het onroerend goed waaronder wijngaarden en het kasteel de Boursault. Édouard Werlé en zijn zoon Alfred Werlé kochten in de jaren na 1866 een groot deel van de wijngaarden die in bezit van de Uzès waren gekomen. 
In 1877 registreerde het huis de karakteristieke gele etiketkleur als handelsmerk, een opzienbarende marketingstunt voor die tijd. In 1909 verwierf het bedrijf 482 oude krijtgrotten (“crayères”) onder Reims als kelder, die in 2015 door UNESCO als werelderfgoed zijn erkend.

#### Rol van Alexandre Fourneaux
Alexandre Fourneaux speelde een belangrijke, maar tijdelijke, rol in de vroege geschiedenis van het champagnehuis. Na het overlijden van François Clicquot, besloot zijn weduwe het familiebedrijf voort te zetten. Hoewel ze al enige ervaring had opgedaan in de wijnhandel tijdens haar huwelijk, voelde ze zich nog niet volledig bekwaam om het bedrijf zelfstandig te leiden. In deze cruciale overgangsperiode koos ze ervoor om zich in 1806 te associëren met Alexandre (of Jérôme Alexandre) Fourneaux, een ervaren champagneproducent die reeds een eigen huis bezat.
De samenwerking met Fourneaux was bedoeld om haar kennis van het vak te verdiepen, met name op het gebied van assemblage – het mengen van verschillende wijnen om tot een uitgebalanceerde champagne te komen. Deze stap getuigde van haar strategisch inzicht en haar bereidheid om te leren van meer ervaren vakmensen. Dankzij deze samenwerking kon ze haar technische vaardigheden verfijnen en zich beter voorbereiden op het zelfstandig leiden van het champagnehuis.
De samenwerking met Fourneaux was echter van korte duur. Zodra Barbe-Nicole zich zeker genoeg voelde in haar rol als wijnmaakster en zakenvrouw, nam ze de volledige leiding over het bedrijf op zich. Fourneaux trok zich terug in februari 1810.

#### Rol van Louis Bohne
Louis Bohne speelde een sleutelrol =in de internationale expansie en het commerciële succes van Maison Veuve Clicquot Ponsardin in het begin van de 19e eeuw. Hij was de vaste zakenvertegenwoordiger (of handelsagent) van het huis in Rusland, een van de belangrijkste afzetmarkten voor champagne in die tijd. Zijn bijdrage was van doorslaggevend belang voor het overleven en groeien van het bedrijf tijdens politieke onrust en economische blokkades, met name tijdens de Napoleontische oorlogen.
Bohne trad in dienst bij Veuve Clicquot rond 1805, kort na de dood van François Clicquot en de overname van het bedrijf door zijn weduwe, Barbe-Nicole Ponsardin. Als vertegenwoordiger in Sint-Petersburg was hij niet alleen een verkoper, maar ook een diplomatiek strateeg en informant. Zijn begrip van het Russische hof, zijn netwerken onder de aristocratie en zijn talenkennis maakten hem tot een onmisbare spil in de ontwikkeling van de Russische markt.
Toen Rusland in 1810 een verbod uitvaardigde op de import van Franse luxegoederen als vergelding tegen Napoleon, werd de handel met Frankrijk formeel stilgelegd. Toch wist Bohne, in samenwerking met Madame Clicquot, dit embargo te omzeilen. In 1814, tijdens een korte periode van politieke verwarring na de val van Parijs, regelde hij dat een lading van meer dan 10.000 flessen champagne via omwegen over zee en land werd vervoerd naar Königsberg (nu Kaliningrad), dat toen onder Russische invloed stond. Deze actie werd uitgevoerd in afwachting van een mogelijke heropening van de Russische grens.
Toen tsaar Alexander I Sint-Petersburg bezocht en daar toevallig deze clandestien ingevoerde flessen Clicquot-champagne proefde, was hij naar verluidt zo onder de indruk dat hij onmiddellijk nieuwe bestellingen plaatste. De reputatie van Veuve Clicquot als hofleverancier in Rusland was daarmee gevestigd. Binnen enkele jaren domineerde het huis de Russische markt, met name onder de aristocratie en de keizerlijke familie. In 1825 werd het merk officieel hofleverancier van de tsaar.
De samenwerking tussen Barbe-Nicole en Bohne kenmerkte zich door wederzijds vertrouwen en strategisch inzicht. Terwijl zij innovatief was op technisch en productniveau, bracht hij de kennis van markten en politieke contexten aan. Zijn rol reikte dan ook verder dan enkel vertegenwoordiging: hij hielp bij prijsstrategie, verpakking, distributie en zelfs diplomatieke onderhandelingen.
Bohne bleef betrokken bij het huis tot zijn dood in 1834. Hij liet een stevige commerciële infrastructuur achter in Oost-Europa, wat een van de fundamenten vormde van het internationale succes van Veuve Clicquot in de daaropvolgende decennia. Zijn portret hangt vandaag nog in het hoofdkantoor van het huis in Reims, als erkenning van zijn cruciale bijdrage aan het vroege succes van het merk.

#### Rol van Édouard Werlé

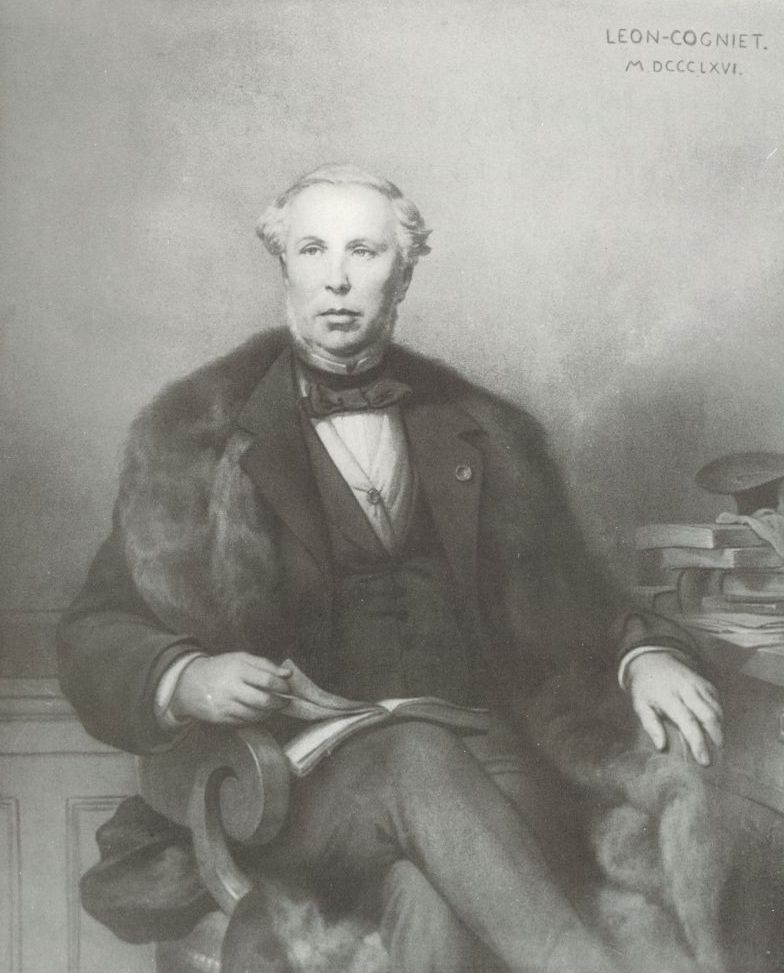
Edouard Werlé door Léon Cogniet (1866)

Mathieu Édouard Werlé was een sleutelfiguur in de consolidatie en verdere uitbouw van het huis in de tweede helft van de 19e eeuw. Als opvolger en vertrouweling van Barbe-Nicole Clicquot Ponsardin, leidde hij het huis na haar terugtreden en zette hij haar commerciële en kwalitatieve ambities voort. Zijn periode als leidinggevende markeert de overgang van een pionierende familieonderneming naar een modern, gestructureerd champagnehuis met industriële allure.
Werlé werd geboren in 1801 in Duitsland en kwam via handelscontacten terecht in Reims. In 1821 begon hij te werken bij het huis Clicquot, dat toen al bekendheid verwierf door de export naar Rusland en innovaties in het productieproces. Barbe-Nicole herkende zijn administratieve talent en handelsinstinct en benoemde hem rond 1828 tot haar vaste compagnon en uiteindelijk tot haar opvolger. In 1831 werd hij officieel vennoot en kreeg het bedrijf de naam "Veuve Clicquot Ponsardin et Werlé"’.
Onder leiding van Werlé kende het champagnehuis een periode van sterke groei, zowel in productie als in geografische marktuitbreiding. Tussen 1830 en 1866 groeide de productie van circa 300.000 naar ruim 750.000 flessen per jaar, waarmee het huis tot de grootste champagneproducenten van de 19e eeuw ging behoren. Werlé was verantwoordelijk voor het versterken van de banden met Duitsland, Groot-Brittannië en de Verenigde Staten, en wist zich diplomatiek staande te houden tijdens woelige periodes zoals de revolutiejaren 1848 en de Frans-Duitse spanningen.
Naast zijn commerciële verdiensten speelde Werlé een centrale rol in de institutionalisering van de huisstijl van Veuve Clicquot. Hij moderniseerde de administratieve organisatie en professionaliseerde het personeelsbeheer. De iconische gele etikettering van de Brut werd onder zijn bestuur in 1877 wettelijk geregistreerd als merk – een van de eerste voorbeelden van champagnebranding in moderne zin.
Werlé was ook een vooraanstaand burger in Reims. Hij werd benoemd tot maire (burgemeester) van de stad en was actief betrokken bij lokale liefdadigheid, onder meer in de armenzorg en de wederopbouw van kerken. In 1866, na het overlijden van Madame Clicquot, erfde hij het leiderschap volledig. Het bedrijf bleef tot in de jaren 1980 in handen van de familie Werlé, met zijn zoon Charles en later zijn kleinzonen als opvolgers.

### 20ste eeuw
In 1972, tijdens haar 200-jarig bestaan, lanceerde Veuve Clicquot de prestigieuze cuvée La Grande Dame en introduceerde ze de “Business Woman of the Year”-prijs als eerbetoon aan de nalatenschap van Barbe‑Nicole.
In 1978 en 1986 werden de champagnehuizen Canard-Duchêne en Henriot opgekocht. En in 1986 werd het huis overgenomen door de Louis Vuitton Group, dat in 1987 fuseerde met Moët Hennessy tot LVMH (Louis Vuitton Moët Hennessy). Sindsdien opereert Veuve Clicquot als een van de vlaggenschepen in het LVMH‑portfolio. De holding, als huidige eignaar, bezit in de Champagne ook Moët & Chandon, Mercier, Krug en Ruinart. Vanwege dit grote bezit van beroemde champagnehuizen, verdient de holding aan elke vierde fles champagne die verkocht wordt.
Na een aantal jaren van beslissende proeven nam het huis  op 1 januari 1979 gyropaletten in gebruik.

### 21ste eeuw
In juli 2010 werden in een scheepswrak voor de Finse Ålandeilanden, aan de monding van de Oostzee, enkele unieke flessen champagne ontdekt. Een bergingsoperatie bracht 145 flessen, waaronder 47 flessen Veuve Clicquot-champagne, aan de oppervlakte. Een van die champagnes, een van de oudste champagnes ter wereld, werd verkocht. 
Geïntrigeerd door de ingenieuze exploitatiemogelijkheden die de natuur biedt, bouwde Veuve Clicquot de "Aland Vault", een container die geoptimaliseerd is voor opslag in de diepte van de oceaan. Een selectie Carte Jaune-wijnen zonder jaargang (in 75 cl en magnums), rosé uit 2004 en halfdroge wijnen werden in de "Aland Vault" geplaatst voordat ze op 13 juni 2016 40 meter onder het zeeoppervlak werden gedompeld, waar hun ontwikkeling wordt gevolgd door de keldermeesters.

## Het domein
De nadruk ligt bij dit huis op de assemblage en het vakmanschap van de keldermeester, niet op de herkomst van de druiven. 

### De wijngaard

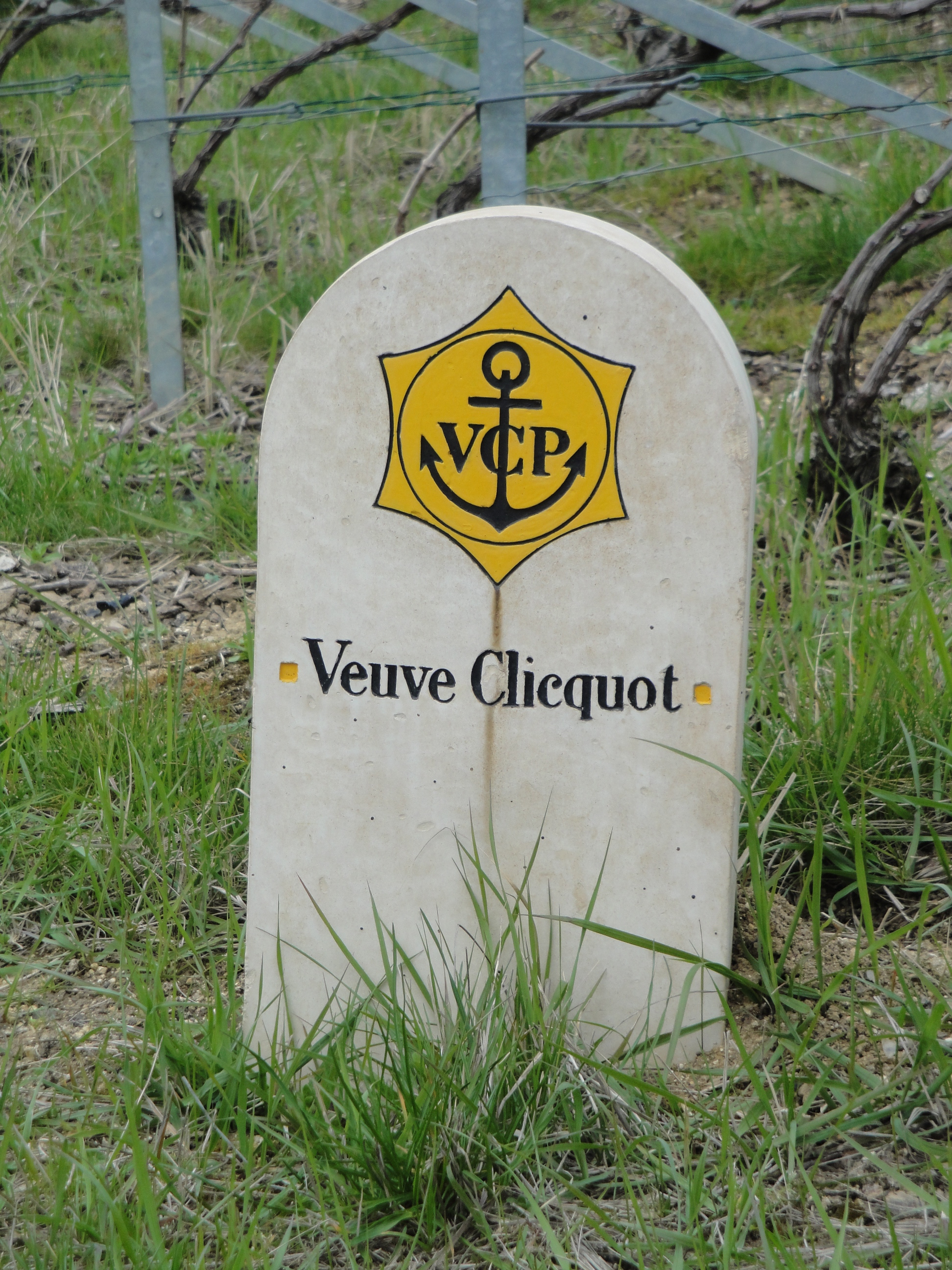
Wijngaardmarkering

Het huis beschikt over een van de grootste en meest prestigieuze wijngaarden in de Champagne. Het domein bezit ongeveer 390 hectare, strategisch verspreid over de voornaamste wijngebieden van de streek: de Montagne de Reims, de Vallée de la Marne, de Côte des Blancs en de Côte des Bar. Deze percelen bevinden zich grotendeels in dorpen die geclassificeerd zijn als Grand Cru of Premier Cru – circa 96% van het wijngaardareaal draagt deze hoge classificatie, waaronder bekende namen als Verzy, Verzenay, Bouzy, Avize, en Le Mesnil-sur-Oger.
De druivenaanplant is verdeeld over de drie traditionele champagnerassen: ongeveer 47% is beplant met chardonnay, 36% met pinot noir en het resterende aandeel met pinot meunier, al variëren de precieze verhoudingen licht per bron. De bodems bestaan vooral uit kalkrijke mergel, ideaal voor waterregulatie en wortelontwikkeling, en liggen vaak op hellingen met een optimale zonexpositie.
Veuve Clicquot past sinds de vroege jaren 2000 duurzame landbouwprincipes toe. Het gehele wijngaardareaal is sinds 2018 vrij van herbiciden, en het domein beschikt over zowel ISO 14001- als HVE (Haute Valeur Environnementale)-certificeringen. Dit milieubeleid maakt deel uit van een bredere strategie binnen moederbedrijf LVMH om champagnehuizen klimaatadaptief te maken.
Ondanks deze aanzienlijke eigendomscapaciteit is slechts ongeveer 20% van de jaarlijkse druivenoogst afkomstig van eigen grond. De overige 80% betrekt Veuve Clicquot via langdurige contracten met circa 400 wijnboeren in de Champagne. Deze samenwerkingen, vaak met families die al generatieslang met het huis verbonden zijn, worden actief ondersteund door een technisch team dat bestaat uit agronomen en adviseurs. Dit team, opgericht in 1999, begeleidt externe leveranciers op vlak van snoei, ziektepreventie, bodembeheer en vinificatierichtlijnen, met bijzondere aandacht voor duurzaamheid en kwaliteit.

### Hoofdzetel12 Rue du Temple

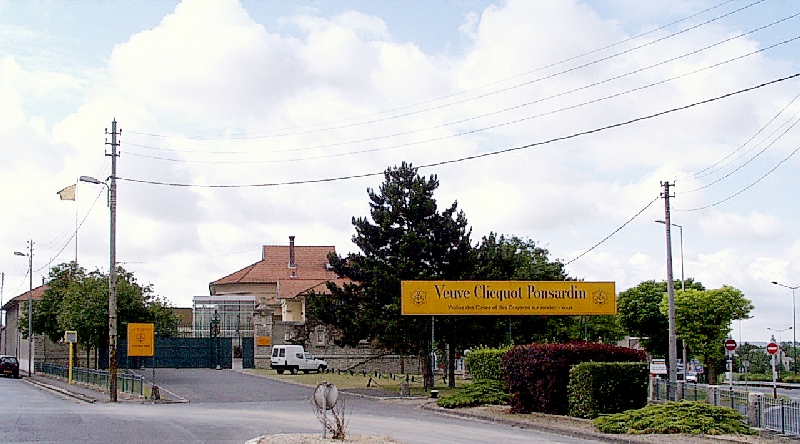
Gebouwen van het bezoekerscentrum

Het huis vestigde zijn kelders in 1822 aan de Rue du Temple, op de plek van de commanderij van de Tempeliers. De gebouwen werden in de jaren twintig van de twintigste eeuw, na de Eerste Wereldoorlog, herbouwd. Het gebouw is een fraai voorbeeld van stedelijke architectuur uit de Belle Époque of het interbellum, met kenmerken die duiden op een publieke functie. De stijl verenigt klassieke elementen met modernere invloeden.
Het gebouw heeft een symmetrisch opgebouwd hoofdvolume met zijvleugels, met 2 tot 3 bouwlagen inclusief een mansardedak. Het dak heeft een leien dakbedekking in typisch Frans mansardestijl; met dakkapellen voorzien van frontons. De binnenplaats is toegankelijk via een smeedijzeren poort.
De gevels zijn in baksteen in combinatie met natuurstenen hoekbanden en omlijstingen in licht beige kalksteen. De kleuren zijn contrasterend rood (van de baksteen) en crème (van de natuursteen), typisch voor gebouwen van eind 19e eeuw. De verticale vensters hebben een natuurstenen omlijstingen, en sommige ramen op de begane grond hebben een segmentboog. De balustrades van de balkons boven de gebogen erker en de hoofdentree hebben een klassiek motief.
De toegang tot het gebouw bevat een poortgebouw met zware natuurstenen pijlers met een smeedijzeren hekwerk, verwijzend naar een afgesloten en beschermde ruimte.

### Kelders
Gezien de ligging op de heuvel Saint-Nicaise maken de kelders van het huis sinds 2015 een onderdeel uit van het UNESCO-werelderfgoed “Heuvels, huizen en kelders van de Champagne”. In de kelders liggen 35 miljoen flessen te rijpen.

La colline Saint-Nicaise comprend quatre éléments, dont trois sont en sous-sol – les caves Charles Heidsieck, Ruinart, Pommery et Veuve Clicquot Ponsard, les caves Taittinger (dans le clos médiéval, sous l’abbaye Saint-Nicaise) et les caves Martel (anciennes carrières réutilisées depuis le XVIIIe siècle) – et la partie aérienne de la colline. (De heuvel van Saint-Nicaise bestaat uit vier elementen, waarvan er drie ondergronds zijn: de kelders van Charles Heidsieck, Ruinart, Pommery en Veuve Clicquot, de kelders van Taittinger (in de middeleeuwse omheining, onder de abdij van Saint-Nicaise) en de kelders van Martel (oude steengroeven die opnieuw zijn gebruikt) (sinds de 18e eeuw) – en het bovengrondse deel van de heuvel.)
— Champagne Hillsides, Houses and Cellars

Na de overname van het wijncomplex in 1907, gaf Alfred Werlé, opdracht tot het creëren van decoratieve reliëfwerken in de crayères. Deze sculpturale hoog-reliefs werden tussen 1907 en 1914 door de Franse beeldhouwer Gustave Navlet (1832 - 1915) uitgevoerd in de krijtwanden van de kelders. Ze stellen allegorische thema’s rond wijn, reclamemomenten en mythologie voor en vormen sindsdien een architecturale highlight .

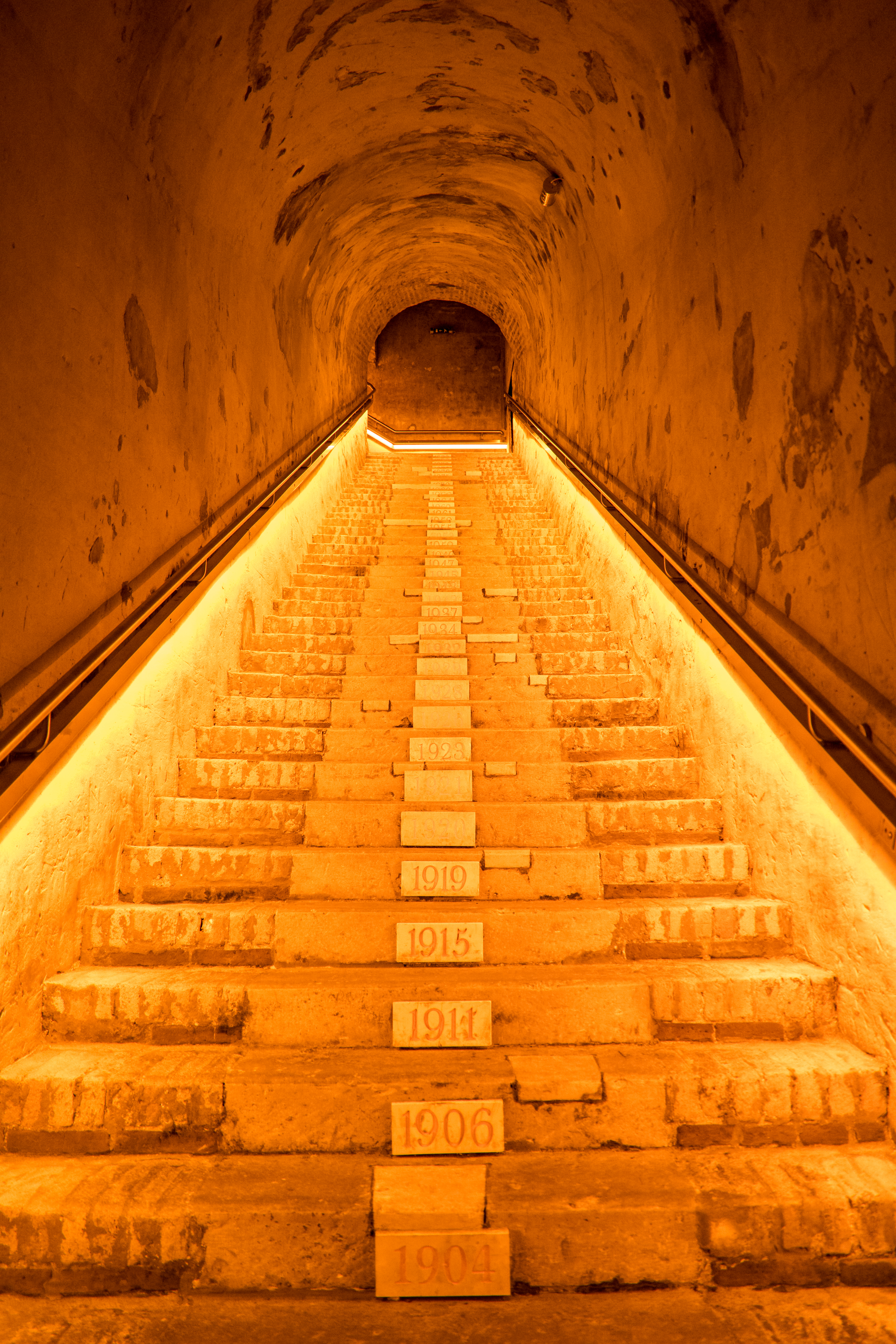
Trap naar de kelders met jaartallen van de millésimees

Vanaf de jaren 1920 werden de crayères uitgebreid met namen toegewijd aan langgediende medewerkers. Zo zijn er galerijen vernoemd naar medewerkers zoals Eugénie Merkel, een active bouchonnière van 42 jaar. Sommige doorgangen zijn voorzien van sculpturen zoals een Phrygisch-muts dragende ‘Marianne’, symbool voor de republiek en vrijheid.

## Champagnes
De champagnes van Veuve Clicquot zijn typisch voor de "style de Reims" waar de champagnehuizen altijd veel pinot noir hebben gebruikt. Veuve Clicquot is net als Mumm, Roederer en Laurent-Perrier een pinot noir-huis.
- De Brut Carte Jaune is de meest verkochte champagne. 85% van de tien miljoen flessen die Veuve Clicquot per jaar verkoopt dragen dit gele etiket. Champagnehuizen worden vooral beoordeeld op hun "BSA", de "Brut Sans Année". Bij dit huis gebruikt men voor de brut druiven uit wel 50 tot 60 gemeenten. De verhoudingen tussen de druiven is 60 tot 55% pinot noir, 15 tot 20% pinot meunier en 28 tot 33% chardonnay.
- De Brut Carte Jaune Rosé bevat 50 tot 55% pinot noir, 15 tot 20% pinot meunier en 28 tot 33% chardonnay. Om ook in mindere jaren dezelfde kwaliteit te kunnen leveren voegt men tussen de 25 en 40% wijn uit de reserves van het huis aan de rosé toe. De roze kleur van de roséchampagne ontstaat door bijmengen van rode wijn uit de Champagne.
- De vintage 2004 en vintage 2004 Rosé zijn millésimées waarvoor alle druiven, pinot noir en chardonnay, in dat jaar werden geplukt.
- De Cave Privée Rosé 1975 bevat een groot aandeel druiven uit de grand cru-gemeente Bouzy. De flessen hebben 10 jaar mogen rijpen in de kelders van het huis.
- De Grande Dame 2004 bevat wijn uit acht grand cru-gemeenten waarbij Verzenay en Avize domineren.
- De Grande Dame Rosé 2004 bevat onder andere wijn uit de wijngaard Clos Colin in de grand cru-gemeente Bouzy.

## Productie

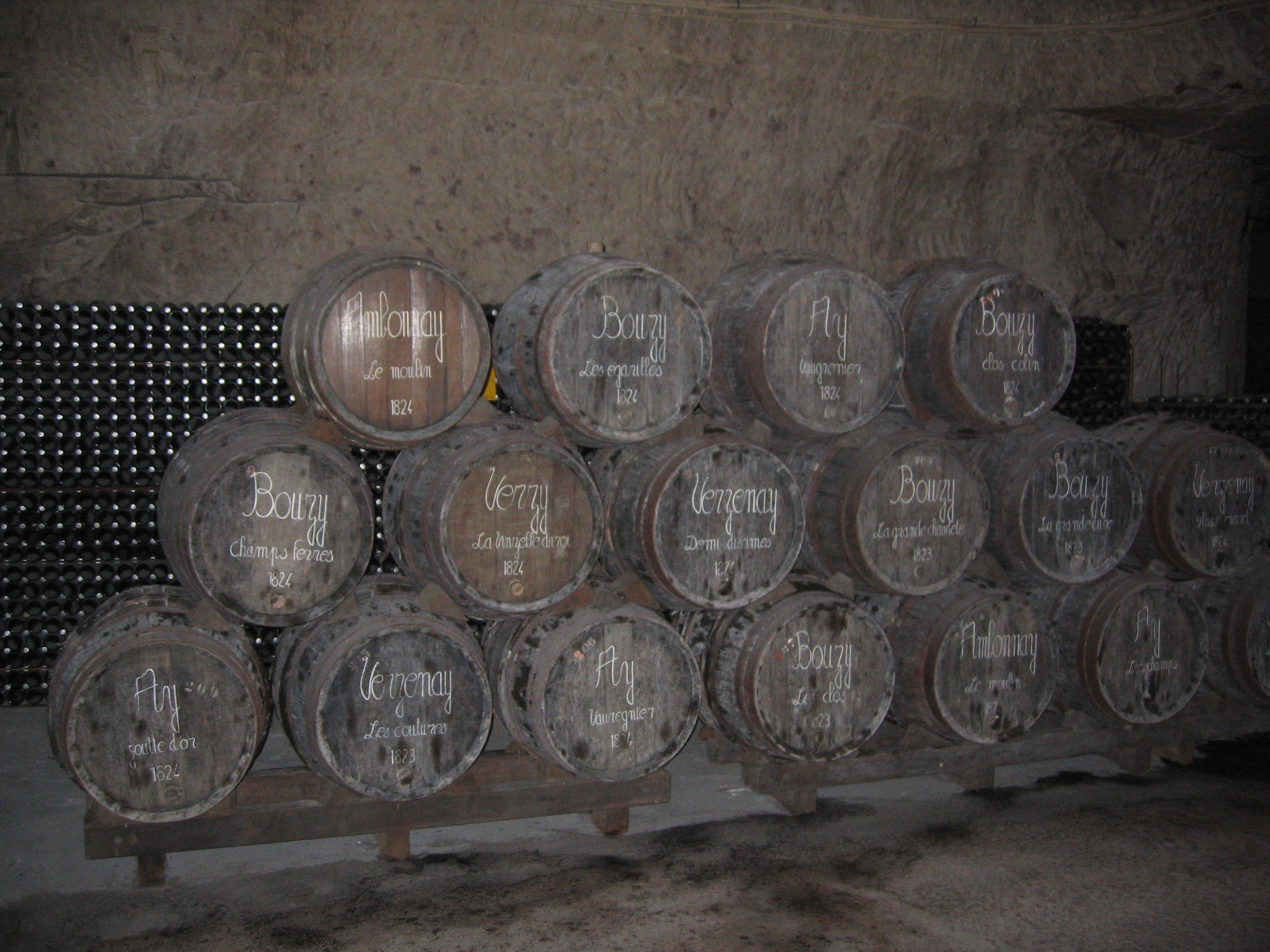
Vaten, per gemeente, in de kelders

Het huis Veuve Clicquot is getransformeerd van een ambachtelijke producent naar een wereldwijde champagnegigant.
| Jaar / Periode | Aantal flessen per jaar |
| -------------- | ----------------------- |
| 1772–1795      | 4 000–7 000 flessen     |
| 1798           | 1 700 flessen           |
| 1796           | ± 8 000 flessen         |
| 1802           | 24 000 flessen          |
| 1804           | ± 60 000 flessen        |
| 1805           | 110 000 flessen         |
| 1816           | 43 000 flessen          |
| 1821           | 280 000 flessen         |
| 1831–1841      | ≥ 300 000 flessen       |
| 1850           | 400 000 flessen         |
| 1866           | 750 000 flessen         |
| 1900           | 2–3 miljoen flessen     |
| 1911           | ± 2 miljoen flessen     |
| 2012           | ± 16 miljoen flessen    |
| 2019           | ± 18 miljoen flessen    |
| 2023           | ± 22 miljoen flessen    |

Een overzicht van de historische effecten op de productie en marktpositie van Veuve Clicquot, veroorzaakt door oorlogen, economische schokken en geopolitieke omstandigheden. Deze gebeurtenissen hebben op verschillende manieren invloed gehad: onderbreking van productie, verlies van markten, bevoorradingsproblemen, maar soms ook opportuniteiten.

### 19de eeuw
Tijdens de Napoleontische oorlogen (1799–1815) werd het internationale transport gevaarlijker door de Britse zeeblokkades. Barbe-Nicole Clicquot omzeilde de blokkades door in 1814 clandestien 10 550 flessen naar Rusland te verschepen via Königsberg (nu Kaliningrad). Dit maakte van Veuve Clicquot een modeproduct aan het hof van tsaar Alexander I, met als resultaat een doorbraak op de Russische markt. In 1821 produceerde het huis 280 000 flessen, een zevenvoud ten opzichte van 1804.
Tijdens de Franco-Pruisische Oorlog (1870–1871) werd de Champagne-regio met inbegrip van Reims bezet door de Pruisische troepen. Daardoor veloren de champagnehuizen, waaronder ook Veuve Clicquot, tijdelijk toegang tot markten in Duitsland en Oostenrijk, waardoor de productie vertraagde.

### 20ste eeuw
Naar aanleiding van de Eerste Wereldoorlog (1914–1918) werden grote delen van de Champagne, inclusief de crayères van Reims, frontgebied. De kelders van Veuve Clicquot dienden als schuilplaats voor personeel en burgers. Hierdoor verminderde de productie drastisch en werd ze soms volledig stilgelegd. Als nasleep van de oorlog waren vele wijngaarden verwoest en de heraanplant duurde jaren.
Nadien volgde de Tweede Wereldoorlog (1939–1945) waarbij de Duitse bezetting van Frankrijk leidde tot strenge rantsoenering. Champagne werd geconfisqueerd voor de Wehrmacht of via “goedgekeurde” export verkocht aan nazi-functionarissen. Hierdoor moesten de champagnehuizen onder controle produceren. Sommige champagnehuizen saboteerden leveringen (bottelen onder vals etiket).
Tot slot was er de oliecrisis en de daaropvolgende economische recessies (1973–1980) die leidde naar een wereldwijde recessie die zeker de luxegoederen trof. De champagnemarkt kromp tijdelijk en dit vooral buiten Europa. Als reactie richtte Veuve Clicquot haar marketingstrategie op de VS en Japan.

### 21 ste eeuw
Ten gevolge van de financiële crisis in 2008–2009 daalde de wereldwijde vraag naar luxewijnen met ±8%. Dit had vooral impact op de budgetchampagnes die daalden in verkoop. De prestige-cuvées zoals La Grande Dame handhaafden zich beter. Als reactie ondernam LVMH een diversificatie-strategie naar opkomende markten, met name China en Brazilië.
De COVID-19-pandemie in 2020, met de sluiting van horeca wereldwijd zorgde voor een onmiddellijke daling in verkoop (~20% in de eerste helft van 2020), met name in duty-free en gastronomie. Als tegenreactie richtte het huis zich op snel op e-commerce en thuisconsumptie. Tegen eind 2021 was de productie en verkoop,weer op pre-COVID-niveau.

## Ondersteunde onderscheidingen
Tijdens de eerste Wereldluchtvaartshow op 23 augustus 1909 werd de Veuve Clicquot Passagiersprijs toegekend aan Henri Farman met twee passagiers in zijn Farman dubbeldekker met een Gnôme-motor.
In 1958 werd de Prijs Veuve Clicquot - Vieilles Maisons Françaises (V.M.F.) opgericht die een geldprijs toekent aan voorbeeldige restauraties van oude woningen.
Het huis heeft zijn naam sinds 1972 verbonden aan prestigieuze prijzen die ondernemerschap van vrouwen vieren. Deze prijzen worden internationaal jaarlijks uitgereikt, soms met lokale benamingen. De uitreikingen vinden doorgaans plaats tussen maart en juni tijdens een ceremonie in Reims.
Sinds het bicentennial van het huis in 1972 werd de Prix Veuve Clicquot gelanceerd – later bekend geworden als de Veuve Clicquot Business Woman Award, en tegenwoordig aangeduid als de Bold Woman Award. Deze prijs wordt jaarlijks uitgereikt in tal van landen (o.a. Frankrijk, Duitsland, Nederland, Japan, Brazilië enzovoorts). Laureaten zijn onder meer Françoise Nyssen, Anita Roddick, Zaha Hadid en Carolyn McCallen.
In 2014 werd de Prix Clémentine (vernoemd naar de dochter van Madame Clicquot) geïntroduceerd voor beeldbepalende jonge onderneemsters tussen 25 en 39 jaar. Deze prijs kreeg later de naam New Generation Award of Bold Future Award, afhankelijk van het land – met voorbeelden als de Australische winnares Mikaela Jade in 2018 en erkenning voor startende vrouwelijke ondernemers.
Daarnaast introduceerde Veuve Clicquot in 2019 een nieuw segment binnen haar prijsformat: de Bold Champion Award, die – als onderscheid – toegekend wordt aan mannen of organisaties die zich inspannen voor betere vertegenwoordiging en kansen voor vrouwen.

## Relatie met cultuur

### Kunst in 21ste eeuw
Veuve Clicquot investeert in kunst door het ondersteunen, creëren en cureren van projecten die het huis verbinden met hedendaagse artistieke expressie. Ze richten zich op vrouwelijke kunstenaars, ecologisch verantwoorde kunstobjecten en visuele ervaringen die resoneren met hun erfgoed van technologische innovatie, optimisme en creatieve durf.
Voor de editie La Grande Dame 2015 werd de Italiaanse ceramist Paola Paronetto aangetrokken om zes handgemaakte gift‑boxes te ontwerpen uit “paper clay”, gebaseerd op haar kenmerkende “Cartoccio”-stijl. Ook creëerde ze de reusachtige sculpturen ‘Giganti’: flesvormige kunstobjecten van meer dan 4 meter, uitgebracht in verschillende kleuren, waaronder het Maison‑geel, symbool voor optimisme. Deze ecovriendelijke verpakkingen voldeden aan het duurzaamheidsbeleid.
Tijdens de Milan Design Week 2016 – ter ere van de 200e verjaardag van Madame Clicquots uitvinding van de remuage-tafel – realiseerde Fabrica een multimedia-expo 'BEYOND’ bij station Milano Centrale. Deze ‘journey’ leidde bezoekers door visuele installaties, waarin de chalk caves (crayères), de zee als symbool van handel en de ‘comet vintage’ van 1811 centraal stonden.
De Japanse kunstenares Yayoi Kusama werkte samen met Veuve Clicquot op meerdere projecten sinds 2020. In 2006 bewerkte ze een historische portret van Madame Clicquot met haar kenmerkende stippen voor een liefdadigheidsveiling . In 2020 ontwierp ze een gelimiteerde sculptuur, My Heart That Blooms in The Darkness of the Night, die rond een magnum La Grande Dame 2012 is gewikkeld, inclusief fles en giftbox in haar stijl – bloemen met stippen, symbool voor vitaliteit en hoop. Van 2021 tot 2022 was Kusama’s werk prominent aanwezig in samenwerking met Tate Modern (Londen).
Ter gelegenheid van haar 250-jarig jubileum lanceerde Veuve Clicquot de ‘Solaire Culture’-expositie als een reizende tentoonstelling in 2022, met tentoonstellingen in Los Angeles, Londen, Tokio en elders. Gecureerd door Camille Morineau, werden tien hedendaagse vrouwelijke kunstenaars – onder wie Yayoi Kusama, Sheila Hicks, Tacita Dean en Pénélope Bagieu – uitgenodigd om originele werken te creëren geïnspireerd door Madame Clicquots nalatenschap, haar innovatieve geest of de emblematische “zon” van het gele etiket. De tentoonstelling combineert historische archiefstukken met installaties die variëren van minimalistische galeries tot multisensorische ruimtes, waarin textiel, film, kleurinstallaties en sculpturen worden ingezet .
Tijdens de Milan Design Week 2024 exposeerde Veuve Clicquot samen met Magnum Photos – in de Garden Senato – de ‘Emotions of the Sun’: een tentoonstelling met zo’n 40 foto’s van acht internationale fotografen (o.a. Steve McCurry), die emoties rond “zon” en optimisme belichten. Deze tentoonstelling ging later door naar New York.

### In de populaire cultuur
In het decennium tussen 1830 en 1840 werd het merk veelvuldig genoemd in operettes, vaudevilles, variétévoorstellingen en recensies.
Veel Russische romans uit de 19e eeuw gebruikten de term "klikoskoïe" als synoniem voor luxe champagne.
In de film "Casablanca" uit 1942 beveelt kapitein Renault (gespeeld door Claude Rains) majoor Strasser (Conrad Veidt) Veuve Clicquot aan.
In Ian Flemings roman Casino Royale wordt de champagne twee keer genoemd. De eerste keer tijdens zijn baccaratduel met Le Chiffre, en de tweede keer later in het verhaal wanneer hij Vesper Lind begeleidt.
Het merk wordt ook genoemd in liedjes. Op zijn album Rolling Papers uit 2010 rapt Wiz Khalifa "I'm sippin' Clicquot and rockin' yellow diamonds" in zijn nummer Black and Yellow.
In 2017 ging de fictiepodcast The Amelia Project van start. Veuve Clicquot komt in veel afleveringen uitgebreid aan bod, meestal tijdens een toast aan het einde van de aflevering tussen de interviewer en zijn cliënt ter ere van het nieuwe leven van die cliënt dankzij hun diensten.
In 2023 speelde Haley Bennett Madame Clicquot in de film Widow Clicquot, die in première ging op het filmfestival van Toronto;de film werd op 19 juli 2024 breed uitgebracht. De film is "gebaseerd op Tilar J. Mazzeo's New York Times-bestseller “The Widow Clicquot: The Story of a Champagne Empire and the Woman Who Ruled It" en richt zich op "het ware verhaal achter de champagnefamilie en het bedrijf Veuve Clicquot dat eind 18e eeuw begon", zij het met meerdere verfraaiingen.